# راوارینو
راوارینو (به ایتالیایی: Ravarino) یک کومونه در ایتالیا است که در استان مودنا واقع شده‌است.

## خصوصیات
راوارینو ۲۸٫۵ کیلومترمربع مساحت و ۵٬۹۰۰ نفر جمعیت دارد و ۲۳ متر بالاتر از سطح دریا واقع شده‌است.